# Bembicinis

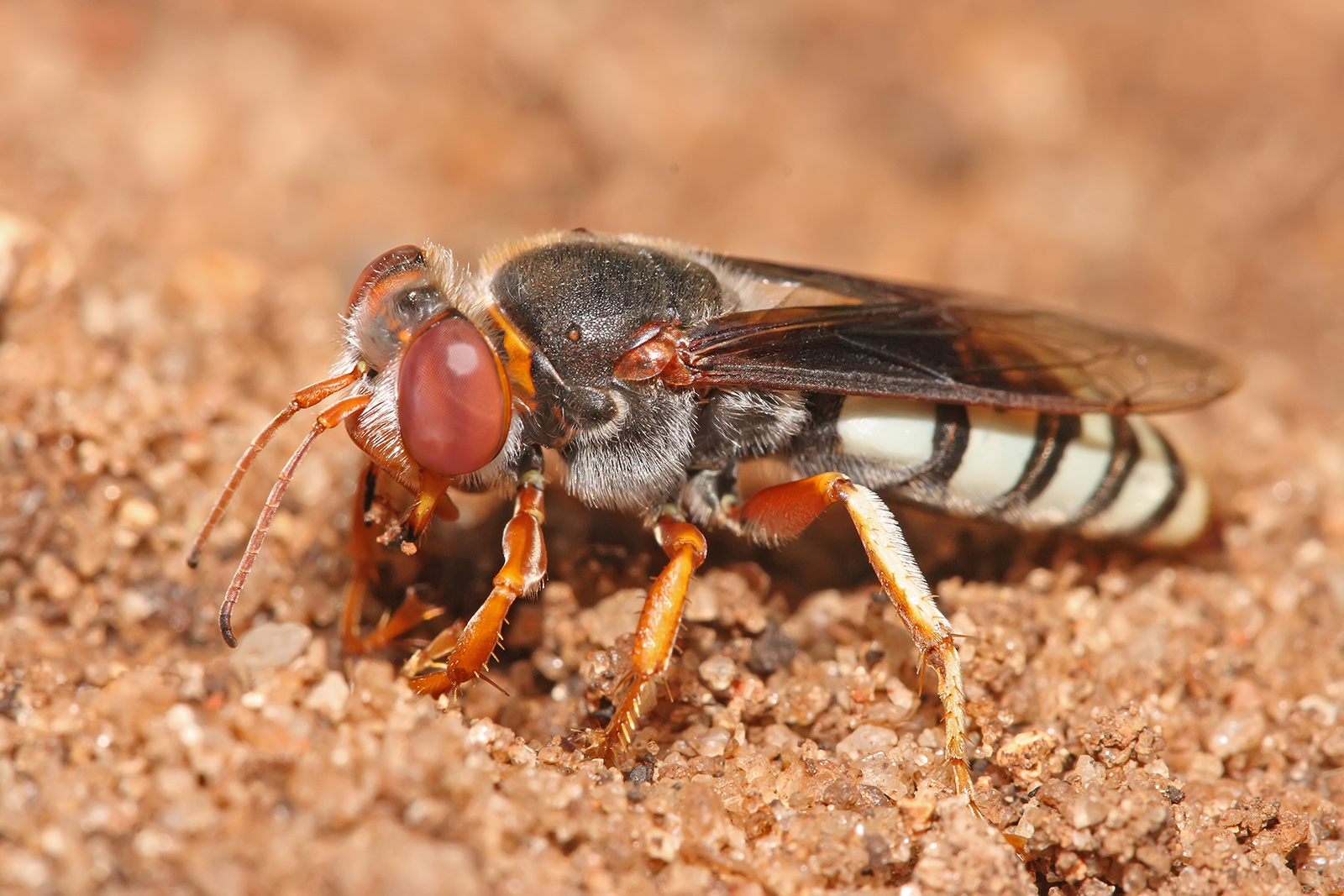
Bembix sp.

Els bembicinis (Bembicini) són una tribu d'himenòpters de la família dels crabrònids que comprèn 20 gèneres. Són coneguts com a vespes de la sorra (de l'anglès, "sand wasps"). Són vespes depredadores d'altres insectes, amb la qual cosa controlen les seves poblacions.

## Història natural
Els Bembicinae són depredadors de diversos grups d'insectes. El tipus de presa capturada tendeix a ser consistent amb cadascun dels gèneres, essent els dípters la presa més comuna que capturen.
Els seus nius són típicament galeries curtes i simples amb una sola cambra allargada al fons on emmagatzemen les preses recent mortes per alimentar les larves de les vespes; de vegades ponen els ous fora de la cambra.
És comú que les femelles formin agregacions de nius. Aquestes agregacions tendeixen a atreure diverses espècies de paràsits, dípters i vespes, de les Bembicini i molts d'aquests paràsits sóm cleptoparàsits; en alguns casos les vespes de la sorra agafen com a preses els seus propis paràsits, cosa que és un fenomen rar en el regne animal. Malgrat que els Bembicini normalment combinen els colors groc i negre, algunes combinen en el seu cos el negre i el blanc i tenen ulls verd brillants.

## Taxonomia
Els bembicinis inclouen els següents gèneresː
- Bembix
- Bicyrtes
- Carlobembix
- Chilostictia
- Editha
- Glenostictia
- Hemidula
- Microbembex
- Microstictia
- Rubrica
- Selman
- Steniolia
- Stictia
- Stictiella
- Trichostictia
- Xerostictia
- Zyzzyx